# Horišni Plavni
Horišni Plavni (ukrajinsky Горішні Плавні) je město v Poltavské oblasti na Ukrajině. Leží na levém břehu Kamjanské přehrady na Dněpru východně od jeho soutoku s Pselem. Od oblastního města Poltavy je Horišni Plavni vzdáleno zhruba sto kilometrů na jihozápad a od nedalekého Kremenčuku jen zhruba 15 kilometrů na východ. V roce 2022 žilo v Horišni Plavni kolem 49 tisíc obyvatel.

## Dějiny
Komsomolsk byl založen 29. ledna 1960 a pojmenován po Komsomolu Komsomolsk (ukrajinsky Комсомольськ). Dne 19. května 2016 byl přejmenován na Horišni Plavni v rámci odstraňování jmen odkazujících k sovětským dějinám.

## Sport
Ve městě sídlí fotbalový klub FK Hirnyk-Sport Horišni Plavni.